# Massacre du remorqueur 13 de Marzo
Le massacre du remorqueur 13 de Marzo (espagnol : El hundimiento del remolcador 13 de Marzo) a lieu le 13 juillet 1994 lorsque plusieurs bateaux de l'État cubain provoquent le naufrage du remorqueur 13 de Marzo où se trouvent 72 personnes qui tentent de fuir Cuba. 41 personnes trouvent la mort par noyade dont 10 enfants,.

## Contexte
Depuis 1966, la loi américaine Ley de ajuste cubano accorde le droit de résidence permanente aux États-Unis aux Cubains illégaux présents sur le sol américain depuis plus d'un an et un jour.  Dans les décennies qui suivent, cela provoque la crise des « balseros », un important flux migratoire illégal de Cubains vers le Floride. Un accord entre les États-Unis et Cuba signé en 1994 prévoit la délivrance de 20 000 visas américains par an, et la mise en place de la politique de « pied sec, pied mouillé » (les réfugiés interceptés sur terre sont recueillis, ceux interceptés en mer sont renvoyés dans leur pays). En contrepartie, le régime cubain s'engage à freiner les départs illégaux en mer,.

## Accident
À l'aube du 13 juillet 1994, 72 Cubains, menés par Fidencio Ramel Prieto Hernández (secrétaire du Parti communiste), quittent le port de La Havane. Pour maintenir la confidentialité de l'opération, les réfugiés se divisent en quatre groupes, et seuls les meneurs de chaque groupe connaissent l'heure et le lieu de départ. Les adultes disent aux enfants qu'ils partent juste en camping. Avec 1500 chevaux sous le capot, la bateau 13 de Marzo doit permettre aux réfugiés de gagner la Floride le soir même. Le bateau de 25 mètres est alors beaucoup plus sûr que les radeaux de fortune utilisés par les balseros. Le 13 de Marzo quitte le port de La Havane à 3:00 du matin.
Quatre bateaux de l'État cubain équipés de lances à haute pression prennent d'assaut le 13 de Marzo et provoquent le naufrage. Selon les survivants, les assaillants n'auraient pas agi pour éviter le naufrage et n'auraient fait que repêcher les rescapés,.
Les 31 rescapés sont emmenés  au poste puis au centre de détention de Villa Marista à La Havane, pour être interrogés. Les hommes sont alors emprisonnés mais les femmes et les enfants sont libérés. Quelques jours plus tard c'est la manifestation du 5 août à La Havane qui conteste directement le régime castriste.

## Réactions
Pendant plus d'une semaine, les médias cubains gardent le silence sur cette affaire malgré l'émoi suscité dans la communauté internationale. Le 5 août, Fidel Castro qualifie d'« effort vraiment patriotique » l'action des agents de l’État. 
La commission interaméricaine des droits de l'homme est avertie de l'incident le 19 juillet par l'association Movimiento Cuba 21, qui obtient une audience avec la commission le 7 septembre 1995. Cuba n'envoie aucun représentant. Un rapport (16/96) est publié par la commission l'année suivante,. Le 21 juillet 1994, Amnesty International se joint aux pressions contre Cuba. 
Le régime cubain assure ensuite qu'il s'agit d'un accident et n'a jugé aucun des responsables du naufrage bien que les délits par imprudence soient punis par le code pénal (art. 48)[réf. nécessaire]. Les autorités ont refusé de mener des fouilles sous-marines, ou bien de laisser des associations mener ces fouilles. Selon elles, le bateau transportant les réfugiés aurait été volé, et les bateaux l'ayant fait chavirer l'avaient encerclé pour l'empêcher de rejoindre les eaux internationales. La commission interaméricaine des droits de l'homme, appuyée par Asdrúbal Aguiar, a rappelé à Cuba son obligation erga omnes et jus cogens de la protection du droit à la vie. Elle a jugé que l'assaut du bateau de réfugiés constituait un acte prémédité d'ordre criminel à condamner. La commission juge Cuba responsable juridique et l'encourage à engager une enquête approfondie.
Le 7 mars 1995, la motion présentée par les États-Unis contre Cuba pour violation des droits de l’homme lors du massacre du remorqueur 13 de Marzo est approuvée par la commission des droits de l’homme réunie à Genève.

## Mémoire
En 1995, quatre membres d'une famille ayant survécu le massacre se relance à la mer et gagnent cette fois-ci les États-Unis.
Le 13 juillet 2005, une vingtaine d'opposants cubains ont manifesté en mémoire des victimes de cette affaire. Certains d'entre eux dont Lazaro Alonso, Yusimi Gil, Emilio Leiva et Manuel Perez, ont été arrêtés par les autorités cubaines. Manuel Perez a expliqué aux journalistes présents : « Nous avons voulu rendre hommage à des personnes mortes parce qu'elles essayaient de fuir de Cuba ».